# Františkov (Újezd)

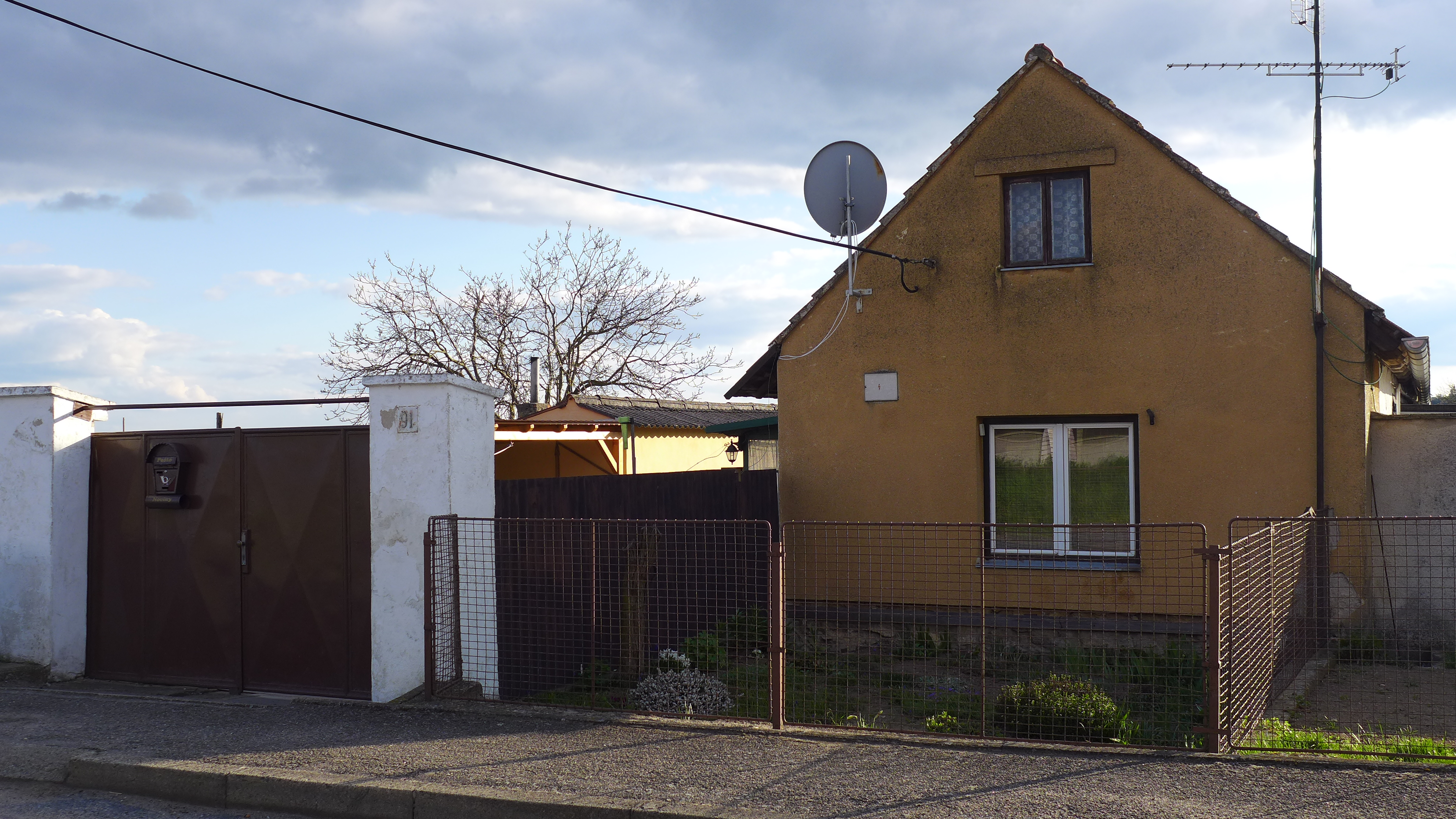
Haus Nr. 91

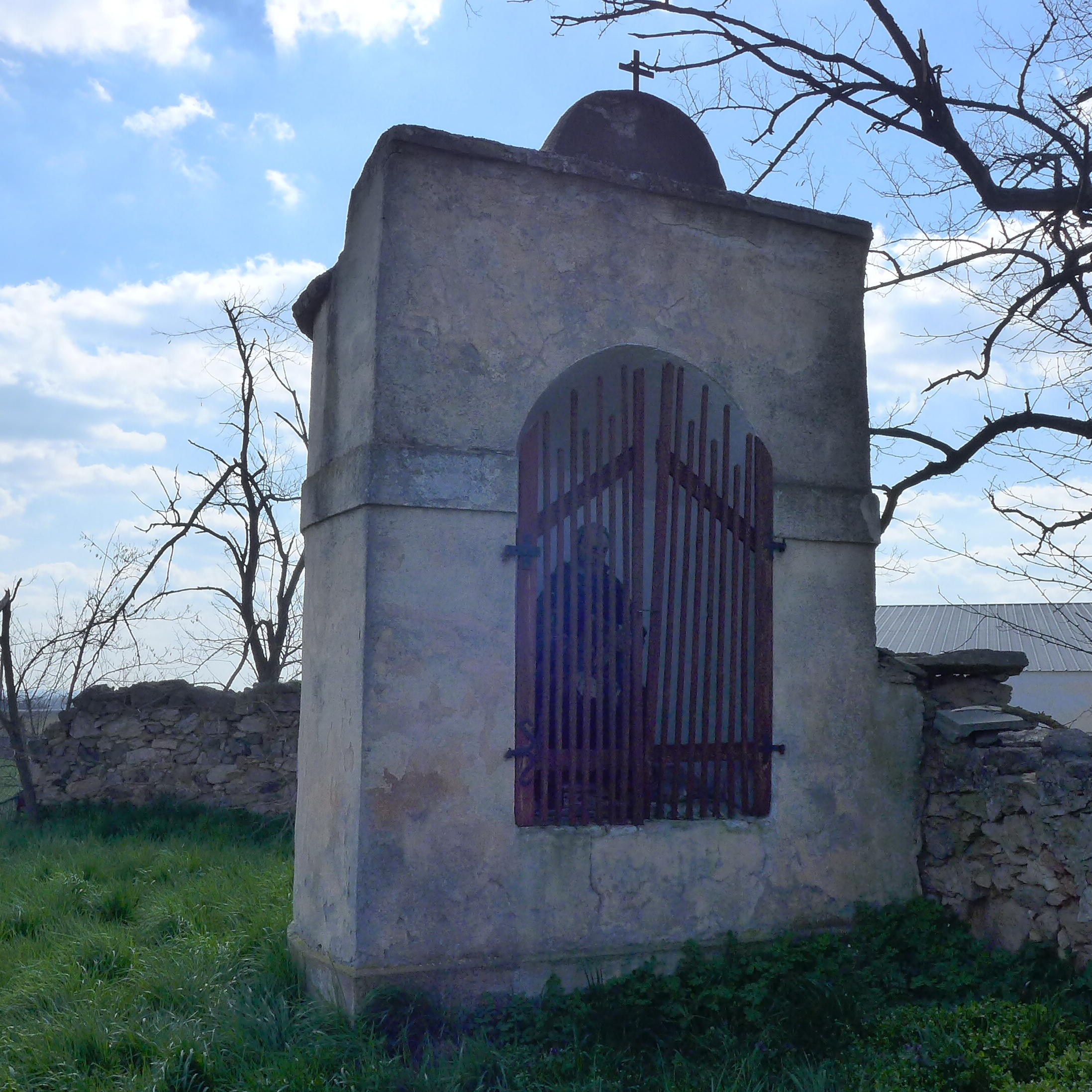
Kapelle des hl. Franz Xaver

Františkov (deutsch Franzdorf) ist eine Grundsiedlungseinheit in der Gemeinde Újezd in Tschechien. Sie liegt sechs Kilometer nordöstlich von Jevišovice und gehört zum Okres Znojmo.

## Geographie
Das Gassendorf Františkov befindet sich rechtsseitig über dem Tal des Baches Kroužský potok am Rande des Naturparks Jevišovka in der Jevišovická pahorkatina (Jaispitzer Hügelland). Nordöstlich erhebt sich die Javorůvka (426 m. n.m.), im Westen die Roudnice (428 m. n.m.). Gegen Norden erstreckt sich der Naturpark Rokytná. Durch den Ort führt die Staatsstraße II/400 zwischen Višňové und Rozkoš.
Nachbarorte sind Újezdský Mlýn, Kašparův Mlýn, Litovany und Přešovice im Norden, Vilímův Mlýn, Šemíkovice und Tavíkovice im Nordosten, Újezd im Osten, Běhařovice im Südosten, Ratišovice und Černín im Süden, Němčický Dvůr, Jevišovice und Slatina im Südwesten, Rozkoš im Westen sowie Pulkov, Biskupice, Kratochvilka und Na Dvorku im Nordwesten.

## Geschichte
Nachdem in der zweiten Hälfte des 18. Jahrhunderts in den Raudnitz-Hügeln zwischen den Gütern Augezd und Latein ein Magnetitlager entdeckt worden war, begann die Förderung des Erzes. Anfänglich wurde es zum Eisenwerk Wölkingsthal bei Sitzgras, später zur Eisenhütte Segen Gottes geliefert. 
Um 1780 ließ der Besitzer des Lehngutes Augezd, Franz Joseph Bartonides von Tyran, für die Bergleute der „Alfonszeche“ die Kolonie Franzdorf errichten. Die Lagerstätte war damals mit einem Eisengehalt zwischen 50 und 60 % sehr ergiebig.
Mit dem Tode des Franz Joseph d. J. Bartonides fiel das Gut Augezd 1807 als erledigtes Lehen an das Erzbistum Olmütz heim und wurde im Jahr darauf an die Freiherren Daublebský von Sternek verkauft. 
Im Jahre 1834 bestand die im Znaimer Kreis gelegene Ansiedlung Franzdorf bzw. Františkow aus 16 Häusern mit 131 mährischsprachigen Einwohnern. Das Bergwerk war zu dieser Zeit aufgelassen, Haupterwerbsquelle bildete die Landwirtschaft. Pfarr- und Schulort war Bihařowitz. Bis zur Mitte des 19. Jahrhunderts blieb Franzdorf dem Lehngut Augezd untertänig.
Nach der Aufhebung der Patrimonialherrschaften bildete Františkov / Franzdorf ab 1849 einen Ortsteil der Gemeinde Újezd im Gerichtsbezirk Mährisch Kromau. Ab 1869 gehörte das Dorf zum Bezirk Mährisch Kromau. Im Jahre 1896 wurde Františkov dem Gerichtsbezirk Hrottowitz zugeordnet. Nach dem Ersten Weltkrieg zerfiel der Vielvölkerstaat Österreich-Ungarn, Františkov wurde 1918 Teil der neu gebildeten Tschechoslowakischen Republik. Beim Zensus von 1921 lebten in den 24 Häusern von Františkov 103 Tschechen. Nach der deutschen Besetzung wurde das Dorf 1939 in den Kreis Mährisch Budwitz umgegliedert; bis 1945 gehörte Franzdorf zum Protektorat Böhmen und Mähren. Nach dem Kriegsende erfolgte die Wiederherstellung der alten Bezirksstrukturen. Im Zuge der Aufhebung des Okres Moravský Krumlov wurde Františkov 1949 dem Okres Moravské Budějovice zugeordnet. Nach dessen Auflösung kam das Dorf 1960 zum Okres Znojmo. Im Jahre 1961 verlor Františkov den Status eines Ortsteils von Újezd.

## Ortsgliederung
Die Grundsiedlungseinheit Františkov ist Teil des Katastralbezirkes Újezd nad Rokytnou.

## Sehenswürdigkeiten
- Nischenkapelle des hl. Franz Xaver, an der Straße nach Běhařovice
- Haus Nr. 91, Kulturdenkmal
- Mehrere Wegkreuze